# Henry Cow
Henry Cow is een Britse rockband uit de jaren zeventig van de 20e eeuw. De band is in te delen bij de progressieve rock en zit tegen de Canterbury-scene aan, hoewel ze daar niet direct bij thuis hoort. Ze hoort wel tot de door henzelf opgerichte Rock In Opposition, een los-vast geheel van bands uit die tijd met een linkse politiek inslag. 
Henry Cow is in mei 1968 gevormd door twee studenten aan de Cambridge University, gitarist/violist Fred Frith en saxofonist Tim Hodgkinson. Ze hadden al eerder samen gespeeld en vormden een sextet dat op de blues gebaseerde muziek maakte. Eind 1968 werd Andy Powell de bassist en de andere vier leden vertrokken. Het trio maakte onder invloed van Powell een ontwikkeling door naar een meer doordachte muziek. Powell moedigde Hodgkinson ook aan om orgel te gaan spelen. Powell verliet de band al snel weer (via een aantal tussenstappen kon hij later teruggevonden worden bij het Alan Parsons Project).
Eind 1969 werd de bassist John Greaves aangeworven. Het trio werd uitgebreid met een drummer en versleet er daar meerdere van in korte tijd. Met drummer Sean Jenkins namen zij voor de BBC een John Peel-sessie op in begin 1971. De muziek toonde duidelijk dat de groep zich ontwikkeld had in de loop van de tijd, de muziek zit tegen de Canterbury-scene aan, met onder meer een Soft Machine-achtig instrumentaal nummer. Met drummer Martin Ditcham werd vervolgens in de zomer opgetreden, onder meer op de Glastonbury Fayre samen met onder meer Gong.
Weer zonder drummer werd er uitgebreid gezocht en in september 1971 vonden ze Chris Cutler. Chris was op dat moment ook bezig samen met Dave Stewart met de Ottawa Music Company, en Henry Cow werd daar naadloos in opgenomen. In november trad Henry Cow op in het voorprogramma van the Velvet Underground. In het voorjaar van 1972 versterkte Geoff Leigh, een oude schoolvriend van Cutler, de band. De optredens van de band begonnen nu wat aandacht te krijgen van de muziekpers, waardoor ze in mei 1973 een contract bij het nieuwe Virgin kregen. Het eerste album was The Leg End Of Henry Cow en werd in het voorjaar van 1973 opgenomen. De titels van de muziek zijn veelal wat humoristisch, en met het laatste nummer, "Nine Funerals Of The Citizen King" gaf de groep haar eerste duidelijke politieke statement af.
In 1973 volgde een tour samen met Faust, waar op dat moment Peter Blegvad deel van uitmaakte. In een aantal jamsessies leerden de musici elkaar en elkaars muziek kennen. Vervolgens ondersteunde Henry Cow een theaterproductie, een bewerking van The Tempest van John Chadwick. In november werd nog een stuk voor het Greasy Truckers verzamelalbum opgenomen. Na een tour door Holland verliet Leigh de band. In januari 1974 trad Lindsay Cooper toe, die fagot en hobo speelde. Ze kende Frith en Cutler vanuit haar werk voor het Comus and Ritual Theatre. In februari werd het tweede album opgenomen, Unrest. Het album heeft twee heel verschillende kanten; op de ene kant prachtige gecomponeerde werken, op de andere kant, vanwege een gebrek aan gecomponeerd werk, improvisaties, die na opname opnieuw gemixt werden.
In het najaar van 1974 volgde nog een tour waarin de groep in het voorprogramma speelde van Captain Beefheart en er kwam een tour als kwartet door Nederland. De volgende stap was een samenwerking met Slapp Happy, het trio van Peter Blegvad met zangeres Dagmar Krause en pianist Anthony Moore. Ze namen samen twee albums op, Desperate Straights en In Praise Of Learning. Het eerste album was met name een Blegvad/Moore-album, het tweede een Henry Cow-album. Er werd een poging ondernomen om samen op te gaan treden, maar daarvoor liepen de muzikale ideeën te veel uit elkaar, en de groep viel uiteen; alleen Krause bleef bij Henry Cow spelen. Met het hernieuwd toetreden van Cooper werd Henry Cow weer een sextet. In de rest van 1975 werd nog volop opgetreden, met als hoogtepunt drie concerten met Robert Wyatt als speciale gast.
In maart 1976 vertrok John Greaves. Hij ging aan een project werken samen met Peter Blegvad, het project dat later het album Kew.Rhône op zou leveren. Krause moest vanwege gezondheidsproblemen ook tijdelijk afhaken, en het overgebleven viertal bleef optreden, met Frith behalve op gitaar ook op basgitaar. De muziek veranderde van gecomponeerd naar pure improvisatie.
In juni 1976 keerde Krause terug en werd de groep uitgebreid met Georgie Born. De band toerde veel door het Europees vasteland, maar ook samen met de Franse band Etron Fou Leloublan door Engeland. Henry Cow was steeds actief betrokken in de linkse activistische wereld. Vanuit het werken voor de communistische partij kwamen ze in contact met andere linkse musici. Dit leverde Orckestra op, een groep van musici met de leden van Henry Cow en andere musici zoals Mike Westbrook's Brass Band en folkzangeres Frankie Armstrong. Van het werk van Orckestra is niets overgebleven; er zijn geen opnames van overgeleverd.
In 1977 richtte Henry Cow haar eigen platenlabel op. De te volgen muzikale koers leverde echter een splitsing van geesten in de band op. Frith en Cutler wilden meer de kant van de songs op, terwijl Cooper en Hodgkinson meer puur instrumentaal wilden werken. De tijd die in de studio's doorgebracht werd leverde twee verschillende albums op, maar het einde van Henry Cow was nu in zicht. De muzikale wensen van de leden liepen te ver uiteen om als band langer door te kunnen gaan. Wel kwam nog de muziek uit die opgenomen was, in de eerste plaats de muziek van Frith en Cutler. Deze werd uitgebracht met als naam van de band Art Bears; de elpee heet Hopes And Fears. Art Bears bestond uit Frith, Cutler en Krause. De andere leden stonden als gastmusici op de hoes vermeld. De muziek van de andere helft, de muziek van Cooper en Hodgkinson, werd later in het jaar uitgebracht en wel onder de naam van Henry Cow in Western Culture.
Henry Cow besloot te stoppen, maar eerst hadden ze nog van alles te doen. Ze hadden een volle agenda voor 8 maanden en wilden daar ook aan voldoen, omdat ze degenen die hen gesteund hadden niet af wilden vallen. Henry Cow was de eerste Britse rockband die uitgenodigd werd te toeren in het Contemporary Music Network van de Britse Art Council. Dit vond plaats in de winter en het voorjaar van 1978. De maand erna ontstond het project Rock In Opposition, waar Henry Cow samen met een aantal Europese bands op een concert speelde.
In de zomer kwamen de leden nogmaals bij elkaar voor de aanvullende opnames voor het laatste album van Henry Cow. De splitsing in de muziek was duidelijk; Western Culture bevatte alleen compositie van Cooper en Hodgkinson. Bij het uitkomen van het album werd het uiteenvallen van de band aangekondigd. Na tien jaar was Henry Cow als groep uitgewerkt, wat niet betekende dat de musici elkaar niet waardeerden. Henry Cow als groep verdween, maar de musici gingen door in de geest van Henry Cow. Ze speelden nog vaak met elkaar, in wisselende samenstellingen. Art Bears ging door en Cooper en Hodgkinson speelden kort samen bij National Health. Cooper ging vervolgens door naar de Feminist Improvising Group en een solocarrière. Hodgkinson zette onder meer The Work en Officer! op, en start ook een solocarrière. Cooper, Cutler en Krause speelden in de jaren tachtig samen in het project News From Babel. Frith, Cutler and Hodgkinson traden improviserend met z’n drieën of in duo's op.

## Discografie
- 1973 – The Leg End of Henry Cow
- 1973 – Greasy Truckers, Live At Dingwalls Dance Hall
- 1974 – Unrest
- 1975 – In Praise of Learning
- 1976 – Concerts
- 1978 – Western Culture